# Starlink: Battle for Atlas
Starlink: Battle for Atlas est un jeu vidéo d'action-aventure, développé par le studio Ubisoft Toronto et édité par Ubisoft, qui est sorti le 16 octobre 2018 sur PlayStation 4, Xbox One et Nintendo Switch, puis sur Microsoft Windows.

## Synopsis
Un alien s'est écrasé sur Terre et a été recueilli par un astrophysicien, le Dr Victor St-Grand, qui l'a surnommé "Judge". Grâce à Judge, St-Grand a découvert le Nova, une source d'énergie permettant le voyage interstellaire. Grâce au Nova, le Dr St-Grand peut lancer l'initiative Starlink; autrement dit la construction d'un vaisseau interstellaire baptisé l'Équinoxe et le voyage vers le système Atlas pour découvrir les origines de Judge.
Mais une fois arrivés, l'Équinoxe se fait aborder par la secte de la Légion Oubliée menée par un gourou dénommé Grax, qui vole le réacteur Nova du vaisseau et capture St-Grand pour qu'il l'aide a réactiver une armée de machines de guerre qui lui assurera la domination interstellaire. Le reste de l'équipage doit monter une résistance et nouer des alliances pour mettre un terme à cette menace sans précédent et sauver le Dr St-Grand.

## Version Nintendo Switch
Starlink Battle for Atlas est légèrement différent sur la version Nintendo Switch. Le pack de démarrage contient en plus de la figurine Mason Rana, un des protagonistes du titre, le personnage de Fox McCloud, héros de la série Star Fox de Nintendo, ainsi que son vaisseau airwing qui peut être invoqué durant la partie. L'équipe Star Fox (composée de Fox McCloud, Falco Lombardi, Slippy Toad et Peppy Hare) est d'ailleurs intégrée à l'aventure, tout comme Wolf O'Donnel, le rival de Fox. Le scénario est légèrement modifié afin d'introduire l'arrivée de ces personnages dans l'univers de Starlink.

### Voix
Lévi : Norman Thavaud